# Четири стара надгробна споменика из 18. века у Србобрану
Четири стара надгробна споменика из 18. века у Србобрану је грађевина која је саграђена током 18. века. С обзиром да представља значајну историјску грађевину, проглашена је непокретним културним добром Републике Србије. Налази се у Србобрану, под заштитом је Покрајинског завода за заштиту споменика културе Петроварадин.

## Историја
На углу улица Каналске и Стеријине на десној страни се налази стари камени надгробни споменик из 1716. године. Вертикално је укопан у земљу, а текст који је на њему уклесан је нечитак. На левој страни Стеријине улице се налази вертикално укопан надгробни споменик из 1787. године са делимично очуваним уклесаним текстом у коме се наводе имена покојника Николе и Станка. На углу Каналске и Љубљанске улице на десној страни је обрнуто укопан стари надгробни споменик из 1755. године са делимично очуваним текстом. На левом углу Љубљанске улице се налази стари надгробни споменик на којем нема текста, који обликом и изгледом подсећа на претходна три и потиче из средине 18. века. Ови надгробни споменици се налазе на местима која су удаљена од месног гробља па се верује да се овде некада налазило старо гробље. Њихова старост је била разлог за утврђивање њиховог споменичког својства. У централни регистар су уписани 3. фебруара 2011. под бројем СК 2072, а у регистар Покрајинског завода за заштиту споменика културе Петроварадин истог дана под бројем СК 132.